# 치트 약사의 슬로 라이프 ~이세계에 만들자 드러그 스토어~
치트 약사의 슬로우 라이프 ~이세계에 만들자 드러그 스토어~(チート薬師のスローライフ〜異世界に作ろうドラッグストア〜)는 켄노지(작가), 마츠 우니(일러스트)가 원작한 일본의 소설 작품이다. 「소설가가 되자」에서 2016년 7월부터 2020년 7월까지 웹 소설로 발간. 2018년 4월부터 브레이브 문고(히후미쇼보)에서 간행.

## 줄거리
사축생활을 하던 레이지는 어느새 다른 세계로 전이된다. 전이되는 숲에서 중상을 입은 늑대 소녀 노엘라를 감정과 신약 기술을 이용해 만든 포션으로 도운 레이지는 노엘라의 안내로 시골 마을 카르타를 찾는다. 그곳에서 돈을 벌기 위해 들여온 포션이 잡화점 주인의 관심을 끌었고 레이지는 주인의 부탁으로 양산한 포션을 판다. 300만 린을 번 레이지는 점주에게 소개된 빈집을 개장해, 드러그 스토어 「킬리오 드러그」를 개점한다.

## 주요 인물
키리오 레이지
노엘라
미나
일레인
애나벨
가오우 에지로